# André Antoine
André Antoine (Limoges, 31 de janeiro de 1858 — Le Pouliguen, 19 de outubro de 1943) foi um ator, autor, diretor de teatro, cineasta e crítico francês, considerado o inventor da moderna mise en scène na França e um dos pais do naturalismo no cinema. 

## Biografia
André Antoine era um auxiliar de escritório na empresa Paris Gas Utility e trabalhou no Archer Theatre, onde pediu para produzir a dramatização de uma novela de Émile Zola. O grupo amador se recusou, então ele decidiu criar seu próprio teatro para realizar sua visão do desenvolvimento adequado das artes dramáticas.

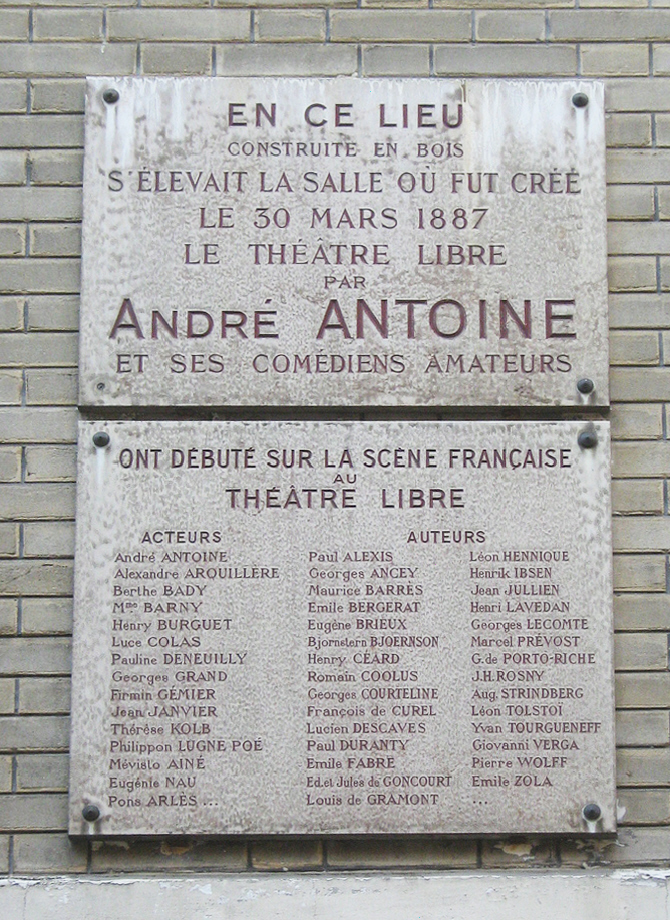
Placa dedicada ao Théâtre Libre, e seu ator-diretor André Antoine, em Montmartre, Paris

Antoine fundou o Théâtre Libre em Paris em 1887. Seu trabalho teve enorme influência na cena francesa, assim como em companhias similares em outros lugares da Europa, como o Independent Theatre Society, em Londres, e o Freie Buhne, na Alemanha.

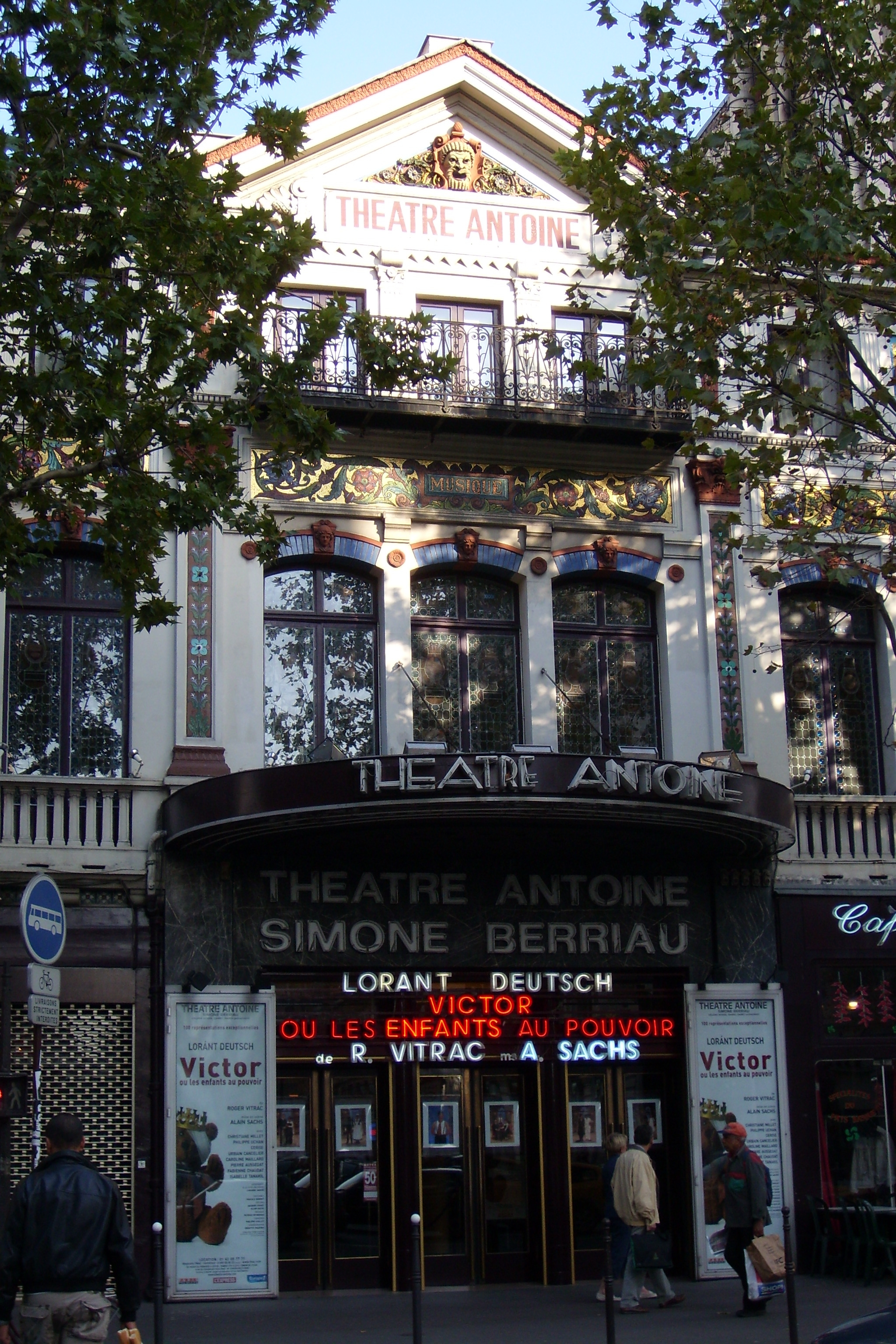
Le Théâtre Antoine, boulevard de Strasbourg, Paris

O Théâtre Libre ocupou, de início, uma modesta sala do Eliseo de Montmartre, com capacidade para cerca de 300 espectadores. Mais tarde transferiu-se para outra sala, com capacidade para 800 espectadores, e, finalmente, em 1897, já com o nome de Théâtre Antoine, instalou-se no Théâtre Menus-Plaisirs, no centro de Paris. O Théâtre Libre serviu de modelo para que surgissem diversas pequenas salas de teatro independentes em diferentes países da Europa e América.
Antoine opôs-se ao ensino tradicional do Conservatório de Paris, e focou-se em um estilo mais naturalista de atuação e direção. Em particular, as produções do Théâtre Libre eram inspiradas pelo Grupo Meiningen, da Alemanha. Realizaram obras de Zola e Becque, e representaram naturalistas contemporâneos alemães, escandinavos e russos.
As performances do Théâtre Libre foram muitas vezes densas em implicações sociais e psicológicas. As produções rejeitavam o estilo formal de atuação que prevalecia naquele tempo. Apesar de serem defensores do naturalismo, eles ainda eram adeptos de algumas idéias de "atuação para a audiência".
Em 1894, Antoine abriu mão de dirigir seu próprio teatro devido à falência, e tornou-se conectado com o Gymnase, e dois anos depois, com o teatro Odéon, do qual foi diretor entre 1906 e 1914 quando, fortemente endividado, deixou o Odéon e voltou-se ao cinema. Entre 1915 and 1922 dirigiu inúmeros filmes sobre auspícios da Société cinématographique des auteurs et gens de lettres de Pierre Decourcelle, adaptando obras dramáticas como La Terre, Les Frères corses e Quatre-vingt-treize. Ele aplicou os principios do naturalismo no cinema, dando importância aos cenários, elementos naturais que determinam o comportamento dos protagonistas, e utilizando-se de atores não-profissionais que não eram amarrados às velhas formas do teatro. Para Jean Tulard, sua reputação literária e seu envolvimento em "dar aos filmes um sentido de nobreza" influenciaram diversos realizadores como Louis Mercanton, Capellans Hervil, etc, tornando-o "o verdadeiro pai do neorealismo".
Antoine concluiu sua carreira no teatro e iniciou a de critico de cinema em 1919. Por 20 anos, seus comentários foram publicados pelo jornal L'Information e, mais esporádicamente, no Le Journal e  Le Monde illustré. Dois volumes de memórias foram publicados em 1928, e apareceram no jornal Théâtre de 1932 a 1933.

## Escritos
- Mes souvenirs sur le Théâtre-Libre, 1928
- Mes souvenirs sur le Théâtre Antoine, 1928

## Filmografia

### Diretor
- Les Frères corses, 1915
- Le Coupable, 1917
- Les Travailleurs de la Mer, 1917
- Israël, (1919)
- L'Hirondelle et la mésange, 1920
- Quatre-vingt-treize, 1920
- Mademoiselle de La Seiglière, 1920
- La Terre, 1921
- L'Arlésienne, 1922

### Roteirista
- Mademoiselle de La Seiglière, (1920)